# سالوا چامورو
سالوا چامورو (انگلیسی: Salva Chamorro؛ زادهٔ ۸ مهٔ ۱۹۹۰) بازیکن فوتبال اهل اسپانیا است.
از باشگاه‌هایی که در آن بازی کرده‌است می‌توان به باشگاه فوتبال توندلا، باشگاه فوتبال بارسلونا بی، و باشگاه فوتبال رئال مورسیا اشاره کرد.